# 함화 (발해)
함화(咸和)는 발해 대이진의 연호이다. 831년에서 857년까지 사용되었다.

## 연대대조표
| 함화                | 원년       | 2년        | 3년        | 4년        | 5년        | 6년        | 7년        | 8년        | 9년        | 10년       |
| 서력                | 831년      | 832년      | 833년      | 834년      | 835년      | 836년      | 837년      | 838년      | 839년      | 840년      |
| 육십간지 (六十干支) | 신해(辛亥) | 임자(壬子) | 계축(癸丑) | 갑인(甲寅) | 을묘(乙卯) | 병진(丙辰) | 정사(丁巳) | 무오(戊午) | 기미(己未) | 경신(庚申) |
| 함화                | 11년       | 12년       | 13년       | 14년       | 15년       | 16년       | 17년       | 18년       | 19년       | 20년       |
| 서력                | 841년      | 842년      | 843년      | 844년      | 845년      | 846년      | 847년      | 848년      | 849년      | 850년      |
| 육십간지 (六十干支) | 신유(辛酉) | 임술(壬戌) | 계해(癸亥) | 갑자(甲子) | 을축(乙丑) | 병인(丙寅) | 정묘(丁卯) | 무진(戊辰) | 기사(己巳) | 경오(庚午) |
| 함화                | 21년       | 22년       | 23년       | 24년       | 25년       | 26년       | 27년       |            |            |            |
| 서력                | 851년      | 852년      | 853년      | 854년      | 855년      | 856년      | 857년      |            |            |            |
| 육십간지 (六十干支) | 신미(辛未) | 임신(壬申) | 계유(癸酉) | 갑술(甲戌) | 을해(乙亥) | 병자(丙子) | 정축(丁丑) |            |            |            |

## 같이 보기
- 한국의 연호

| 이전연호: | 다음연호: |
| --------- | --------- |
| 건흥      | 이후 불명 |